# Ddmashen
Ddmashen (in armeno Դդմաշեն?, conosciuto anche come Dodmashen ) è un comune dell'Armenia di 2 876 abitanti (2009) della provincia di Gegharkunik. Vi si trova la Chiesa di San Taddeo